# The Concert in Central Park
The Concert in Central Park è un album dal vivo del duo folk statunitense Simon & Garfunkel pubblicato nel 1982.

## Il tour
Il 19 settembre del 1981, il duo si riunì per un concerto gratuito a Central Park, a cui parteciparono più di 500 000 persone. Nel marzo successivo pubblicarono un album live dell'evento.
Il concerto fu anche filmato e trasmesso l'anno dopo dalla HBO, successivamente fu distribuito in vari formati video.
Il VHS e DVD contengono canzoni omesse nel CD: The Late Great Johnny Ace e Late in the Evening (Reprise). L'esibizione di Johnny Ace venne interrotta da un fan che salì sul palco arrivando quasi a colpire Paul Simon.
Il duo eseguì anche canzoni solo di Paul Simon, come: Me and Julio Down By the Schoolyard, American Tune, Late In the Evening, Slip Sliding Away, 50 Ways To Leave Your Lover, Still Crazy After All These Years e Kodachrome.

## Tracce

### CD
1. Mrs. Robinson – 3:52
2. Homeward Bound – 4:22
3. America – 4:47
4. Me and Julio Down by the Schoolyard – 3:22
5. Scarborough Fair (tradizionale, arrangiamento di Paul Simon e Art Garfunkel) – 3:52
6. April Come She Will – 2:37
7. Wake Up Little Susie (Felice and Boudleaux Bryant) – 2:19
8. Still Crazy After All These Years – 4:04
9. American Tune – 4:33
10. Late in the Evening – 4:09
11. Slip Slidin' Away – 4:54
12. A Heart in New York (Benny Gallagher, Graham Lyle) – 2:49
13. Kodachrome/Maybellene (Simon, Chuck Berry, Russ Fratto, Alan Freed) – 5:51
14. Bridge over Troubled Water – 4:48
15. 50 Ways to Leave Your Lover – 4:23
16. The Boxer – 6:02
17. Old Friends – 2:57
18. The 59th Street Bridge Song (Feelin' Groovy) – 2:01
19. The Sound of Silence – 4:13

### VHS/DVD
1. Mrs. Robinson
2. Homeward Bound
3. America
4. Me and Julio Down by the Schoolyard
5. Scarborough Fair (traditional, arr. Paul Simon and Art Garfunkel)
6. April Come She Will
7. Wake Up Little Susie (Felice and Boudleaux Bryant)
8. Still Crazy After All These Years
9. American Tune
10. Late in the Evening
11. Slip Slidin' Away
12. A Heart in New York (Benny Gallagher, Graham Lyle)
13. The Late Great Johnny Ace
14. Kodachrome/Maybellene (Chuck Berry, Russ Fratto, Alan Freed)
15. Bridge Over Troubled Water
16. 50 Ways to Leave Your Lover
17. The Boxer
18. Old Friends
19. Bookends
20. The 59th Street Bridge Song (Feelin' Groovy)
21. The Sound of Silence
22. Late in the Evening (Reprise)

## Formazione
- Paul Simon: chitarra, voce
- Art Garfunkel: voce
- David Brown: chitarra
- Pete Carr: chitarra
- Anthony Jackson: basso
- Richard Tee: tastiera
- Steve Gadd: batteria
- Grady Tate: percussioni
- Rob Mounsey: synth
- John Gatchell: tromba
- John Eckert: tromba
- Dave Tofani: sax
- Gerry Niewood: sax